# パガネーゼ・カルチョ
パガネーゼ・カルチョ（Paganese Calcio 1926）は、イタリア・カンパニア州・サレルノ県・パガーニを本拠地とするサッカークラブチームで、2021-22シーズンはセリエCに所属している。

## 歴史
1926年創設。セリエDの所属が続いたが、2004-05シーズンのプレーオフ進出を皮切りに（結局この年はプレーオフを敗退した）クラブは上位争いに加わるようになり、翌2005-06シーズンにはセリエDジローネGで優勝し、セリエC2昇格を決めた。さらにこのシーズンにはスクデット・ディレッタンティも獲得し、クラブ史上初の国内タイトル獲得を成し遂げた。
翌2006-07シーズンにはセリエC2ジローネBでリーグ4位、プレーオフ進出を決めた。そしてこのプレーオフも勝ち抜き、25年ぶりのセリエC1復帰となった。
2016年には税金問題で一時リーグから除外されたが、ラツィオ州の行政裁判所への提訴が認められ回避された。

## タイトル

### 国内タイトル
- スクデット・ディレッタンティ：1回
  - 2005-06

### 国際タイトル
なし

## 過去の成績
| シーズン | ディビジョン        | ディビジョン | ディビジョン | ディビジョン | ディビジョン | ディビジョン | ディビジョン | ディビジョン | ディビジョン | コッパ・イタリア |
| シーズン | リーグ              | 試           | 勝           | 分           | 敗           | 得           | 失           | 勝ち点       | 順位         | コッパ・イタリア |
| -------- | ------------------- | ------------ | ------------ | ------------ | ------------ | ------------ | ------------ | ------------ | ------------ | ---------------- |
| 2017-18  | セリエC ・ジローネC | 36           | 7            | 12           | 17           | 36           | 56           | 33           | 17位         | 1回戦敗退        |
| 2018-19  | セリエC ・ジローネC | 36           | 4            | 11           | 21           | 36           | 72           | 23           | 18位         | —                |
| 2019-20  | セリエC ・ジローネC | 30           | 8            | 12           | 10           | 35           | 34           | 36           | 14位         | —                |
| 2020-21  | セリエC ・ジローネC | 36           | 7            | 11           | 18           | 26           | 49           | 32           | 17位         | —                |
| 2021-22  | セリエC ・ジローネC | 36           | 6            | 8            | 22           | 36           | 69           | 26           | 18位         | —                |
| 2022-23  | セリエC ・ジローネC |              |              |              |              |              |              |              | 位           |                  |

## 歴代所属選手
- レディアン・メムシャイ 2009-2010
- レジナルド・フェレイラ・ダ・シルヴァ 2016-